# Peter Frick (Politiker, 1965)
Peter Frick (* 29. November 1965) ist ein liechtensteinischer Politiker (VU). Seit 2021 ist er Abgeordneter im liechtensteinischen Landtag. Zuvor war er dort bereits von 2017 bis 2021 stellvertretender Abgeordneter. Seit 2023 ist er zudem Gemeindevorsteher von Mauren.

## Biografie
Frick ist Diplomierter Sozialpädagoge FH und arbeitet als Schulsozialarbeiter beim Schulamt. Seit 1995 ist er im Bevölkerungsschutz und seit 2008 im Kriseninterventionsteam Liechtenstein. Seit 2014 gehört er der Jugendkommission der Gemeinde Mauren an. Frick ist seit 2019 Präsident des Vereins für ein Sicheres Liechtenstein. 
Bei der Landtagswahl in Liechtenstein 2017 wurde er für die Vaterländische Union stellvertretender Abgeordneter im Landtag des Fürstentums Liechtenstein. Bei der Landtagswahl 2021 wurde er zum Abgeordneten gewählt. Dort war er von 2017 bis 2021 Mitglied der EWR/Schengen-Kommission.
Nachdem der bisherige Gemeindevorsteher von Mauren, Freddy Kaiser (FBP) 2023 nach 20 Jahren nicht mehr für das Amt kandidierte, trat Frick erfolgreich bei der Wahl zum Gemeindevorsteher an. Frick ist mit seinem Amtsantritt 2023 der erste Gemeindevorsteher von Mauren, der der VU angehört.
Frick ist seit 2001 verheiratet und ist Vater von drei Kindern, zwei Söhnen und einer Tochter.